# (100493) 1996 VK37
(100493) 1996 VK37 es un asteroide perteneciente a asteroides que cruzan la órbita de Marte, descubierto el 11 de noviembre de 1996 por el equipo del Spacewatch desde el Observatorio Nacional de Kitt Peak, Arizona, Estados Unidos.

## Designación y nombre
Designado provisionalmente como 1996 VK37.

## Características orbitales
1996 VK37 está situado a una distancia media del Sol de 2,236 ua, pudiendo alejarse hasta 2,834 ua y acercarse hasta 1,637 ua. Su excentricidad es 0,267 y la inclinación orbital 2,383 grados. Emplea 1221 días en completar una órbita alrededor del Sol.

## Características físicas
La magnitud absoluta de 1996 VK37 es 17.